# Rudno (Pelplin)
Rudno [ˈrudnɔ] (deutsch Rauden, auch Adl. Rauden) ist ein Dorf der Stadt-und-Land-Gemeinde Pelplin im Powiat Tczewski (Dirschau) der Woiwodschaft Pommern, Polen. Es hat 935 Einwohner.

## Geographische Lage
Rudno liegt an der Kreuzung der Droga krajowa 91 (ehemals Landesstraße 1) und der Woiwodschaftsstraße Nr. 229 (drogą wojewódzką nr 229). Der Ort liegt etwa 3 km östlich von Pelplin, 19 km südlich von Tczew und 49 km südlich der Regionalhauptstadt Danzig. Er befindet sich in der ethnokulturellen Region Kociewie in der historischen Region Pommerellen.

## Geschichte

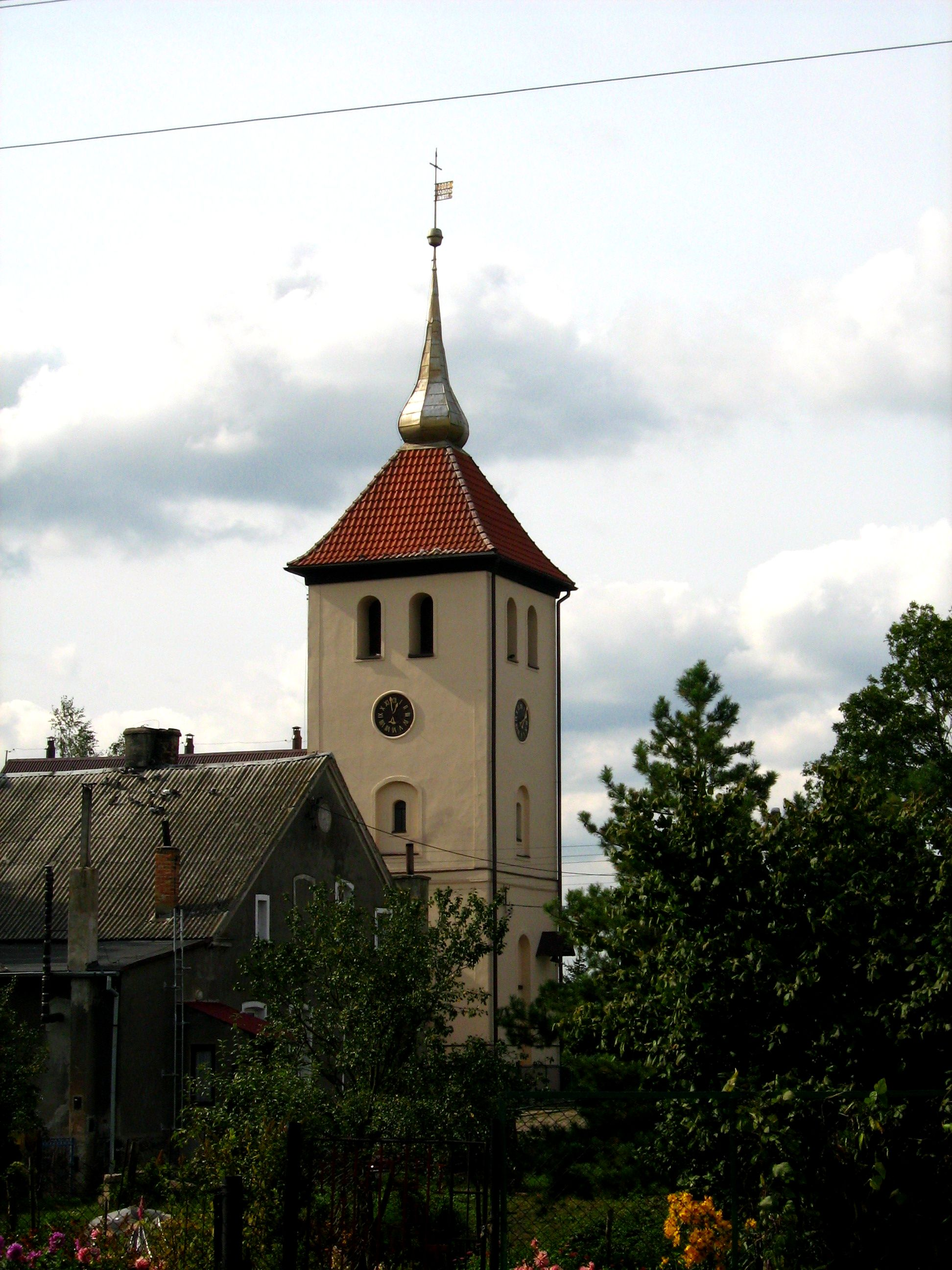
Der Kirchturm der barocken Kreuzerhöhungskirche in Rudno, einst evangelisch, heute eine römisch-katholische Zweigkirche

Rudno war ein königliches Dorf der polnischen Krone, das heute administrativ im Landkreis Tczew in der Woiwodschaft Pommern liegt.
Sambor II., Herzog von Pommerellen in Liebschau und Dirschau, musste nach der Gefangennahme seines Bruders Herzog Ratibor mit seiner ganzen Familie flüchten. Er kam beim kujawischen Bischof Michael unter, wo er wahrscheinlich in drückenden Verhältnissen lebte; denn der Bischof lieh ihm erst 90 Mark, später 300 Mark, wogegen ihm Sambor 1250 die 5 Dörfer Mühlbanz, Rauden, Kleschkau, Wischin und Zarnomino verpfändete.
1309 gelangte Pommerellen in den Besitz des Deutschen Ordens und somit zum Deutschordensstaat Preußen, der das Gebiet 1466 als Königliches Preußen an die Krone Polens abtreten musste. Von der Reformation blieb dieser Teil Pommerellens weitgehend unbeeinflusst, lediglich einige Mennoniten siedelten ab dem 17. Jahrhundert in der Gegend, sie verließen aber Westpreußen zwischen 1772 und 1870 wieder.
Die Kirche wurde 1761 in Fachwerk gebaut und erhielt im Jahr 1796 ihren Turm.
1772 kam Rauden vom Königlichen Preußen zum Königreich Preußen.
Der örtliche Pfarrer Leukatis unterschrieb seinen Beitrag in der Monatsschrift Die Katholische Kirchenreform mit „Adl. Rauden bei Pelplin, den 3. Mai 1845. Leukatis, Pfarrer des Orts“.
Im Amtsblatt für den Regierungsbezirk Marienwerder wird 1867 der Gutsbesitzer G. Möller zu Adl. Rauden (Kr. Marienwerder) genannt, unter dessen Pferden die Rotzkrankheit ausgebrochen war.
Am 10. Januar 1920, nach dem Ersten Weltkrieg, wurde der Amtsbezirk Adlig Liebenau und damit auch die Landgemeinde Rauden als Teil des so genannten Polnischen Korridors an Polen abgetreten.
Während der deutschen Besetzung Polens ermordeten deutsche Soldaten im Herbst 1939 den örtlichen polnischen Lehrer und seine Frau, Władysław und Helena Klein, zusammen mit mehreren Polen aus anderen Dörfern im Wald bei Szpęgawsk (sog. Intelligenzaktion Pommern).
In den Jahren 1973 bis 1976 war der Ort Sitz der Gemeinde Rudno. Im Zeitraum 1975–1998 gehörte Rudno zur Woiwodschaft Danzig.

## Persönlichkeiten
- Theophil Krawielitzki (1866–1942), Pfarrer, Leiter des 1899 gegründeten Vandsburger Schwesternhauses
- Georg Gehlhoff (1882–1931), Gründer der Deutschen Gesellschaft für Technische Physik
- Theodor Karl Schwär (1891–1949), Pfarrer in Rauden 1924–1926, später Pfarrer an der Marienkirche Pirna